# Вихляев, Тимофей Романович
Тимофей Романович Вихляев — советский хозяйственный, государственный и политический деятель, Герой Социалистического Труда.

## Биография
Родился в 1913 году в селе Ачикулак. Член КПСС.
Участник Великой Отечественной войны, санитар санитарной службы 31-го мотострелкового полка, старший санитар 3-го горно-стрелкового батальона 3-й отдельной горно-стрелковой Печенгской Краснознамённой бригады. С 1946 года — на хозяйственной, общественной и политической работе. В 1946—1973 — комбайнёр Ачикулакской машинно-тракторной станции Грозненской области, комбайнёр в Нефтекумском районе Ставропольского края.
Указом Президиума Верховного Совета СССР от 21 августа 1953 года присвоено звание Героя Социалистического Труда с вручением ордена Ленина и золотой медали «Серп и Молот».
Умер в Ачикулаке в 1997 году.